# Бранчић
Бранчић је насеље у Србији у општини Љиг у Колубарском округу. Према попису из 2022. било је 421 становника.

## Демографија
У насељу Бранчић живи 435 пунолетних становника, а просечна старост становништва износи 41,1 година (40,8 код мушкараца и 41,3 код жена). У насељу има 152 домаћинства, а просечан број чланова по домаћинству је 3,70.
Ово насеље је великим делом насељено Србима (према попису из 2002. године), а у последња три пописа, примећен је пад у броју становника.
|  |

| Демографија | Демографија | Демографија |
| Година      | Становника  | Становника  |
| ----------- | ----------- | ----------- |
| 1948.       | 727         |             |
| 1953.       | 751         |             |
| 1961.       | 691         |             |
| 1971.       | 643         |             |
| 1981.       | 614         |             |
| 1991.       | 588         | 571         |
| 2002.       | 563         | 569         |

| Етнички састав према попису из 2002.‍ | Етнички састав према попису из 2002.‍ | Етнички састав према попису из 2002.‍ | Етнички састав према попису из 2002.‍ | Етнички састав према попису из 2002.‍ |
| ------------------------------------ | ------------------------------------ | ------------------------------------ | ------------------------------------ | ------------------------------------ |
|                                      |                                      |                                      |                                      |                                      |
| Срби                                 | Срби                                 |                                      | 557                                  | 98,93%                               |
| Црногорци                            | Црногорци                            |                                      | 3                                    | 0,53%                                |
| Македонци                            | Македонци                            |                                      | 1                                    | 0,17%                                |
| Бугари                               | Бугари                               |                                      | 1                                    | 0,17%                                |
| Албанци                              | Албанци                              |                                      | 1                                    | 0,17%                                |
| непознато                            | непознато                            |                                      | 0                                    | 0,0%                                 |

| Година пописа     | 1948. | 1953. | 1961. | 1971. | 1981. | 1991. | 2002. |
| ----------------- | ----- | ----- | ----- | ----- | ----- | ----- | ----- |
| Број домаћинстава | 145   | 146   | 156   | 170   | 170   | 152   | 152   |

| Број чланова      | 1  | 2  | 3  | 4  | 5  | 6  | 7 | 8 | 9 | 10 и више | Просек |
| ----------------- | -- | -- | -- | -- | -- | -- | - | - | - | --------- | ------ |
| Број домаћинстава | 17 | 31 | 18 | 33 | 27 | 19 | 7 | 0 | 0 | 0         | 3,70   |

| Пол    | Укупно | Неожењен/Неудата | Ожењен/Удата | Удовац/Удовица | Разведен/Разведена | Непознато |
| ------ | ------ | ---------------- | ------------ | -------------- | ------------------ | --------- |
| Мушки  | 221    | 52               | 156          | 10             | 3                  | 0         |
| Женски | 232    | 25               | 153          | 50             | 4                  | 0         |
| УКУПНО | 453    | 77               | 309          | 60             | 7                  | 0         |

| Пол    | Укупно                    | Пољопривреда, лов и шумарство | Рибарство                            | Вађење руде и камена | Прерађивачка индустрија       |
| ------ | ------------------------- | ----------------------------- | ------------------------------------ | -------------------- | ----------------------------- |
| Мушки  | 114                       | 46                            | 0                                    | 13                   | 14                            |
| Женски | 85                        | 50                            | 0                                    | 1                    | 4                             |
| УКУПНО | 199                       | 96                            | 0                                    | 14                   | 18                            |
| Пол    | Производња и снабдевање   | Грађевинарство                | Трговина                             | Хотели и ресторани   | Саобраћај, складиштење и везе |
| Мушки  | 3                         | 7                             | 8                                    | 1                    | 12                            |
| Женски | 1                         | 0                             | 12                                   | 3                    | 3                             |
| УКУПНО | 4                         | 7                             | 20                                   | 4                    | 15                            |
| Пол    | Финансијско посредовање   | Некретнине                    | Државна управа и одбрана             | Образовање           | Здравствени и социјални рад   |
| Мушки  | 1                         | 2                             | 3                                    | 1                    | 2                             |
| Женски | 1                         | 1                             | 3                                    | 3                    | 2                             |
| УКУПНО | 2                         | 3                             | 6                                    | 4                    | 4                             |
| Пол    | Остале услужне активности | Приватна домаћинства          | Екстериторијалне организације и тела | Непознато            | Непознато                     |
| Мушки  | 0                         | 0                             | 0                                    | 1                    | 1                             |
| Женски | 1                         | 0                             | 0                                    | 0                    | 0                             |
| УКУПНО | 1                         | 0                             | 0                                    | 1                    | 1                             |